# とんだ林蘭
とんだ林 蘭（とんだばやし らん、1987年11月22日 - ）は、日本のアーティスト。東京都生まれ、茨城育ち。中学の同級生に渡辺直美がいた。文化服装学院スタイリスト科を卒業。
アートの道に足を踏み入れたのは25歳の頃。ミュージシャンの池田貴史（レキシ）が名付け親。Instagramで作品を次々とアップし話題を呼び、東京スカパラダイスオーケストラや木村カエラ、あいみょんといったアーティストや、ファッション業界ではMIHARAYASUHIRO、kolor、Another Edition、アニエスベーなどとコラボレーションするなど幅広い活動をしている。
2018年にはZOFFの2018年サングラスコレクションのアートディレクターに起用された。
2019年からはブランド「MAD FRUITS（マッドフルーツ）」の展開を開始した。
2024年1月、陶磁器ブランド「HASAMI PORCELAIN」とコラボレーションしたマグカップが発売。

## 個展
- とんだの洞穴（2013年1月12日 - 1月27日、会場：TheThreeRobbers）[17]
- キキ（2013年11月16日 - 11月23日、会場：TheThreeRobbers）[18]
- JAPANESE IMPATIENS（2014年9月27日 - 10月5日、会場：VOILLD）[19]
- SADISTIC NOODLE（2015年9月5日 - 9月20日、会場：VOILLD）[20]
- THE FREAK SHOW（2016年9月2日 - 9月25日、会場：VOILLD）[21]
- Dressing（2017年9月9日 - 10月1日、会場：VOILLD）[22]
- REGULAR SIZE（2018年11月3日 - 11月25日、会場：VOILLD）[23]

## ミュージック・ビデオ監督
- あいみょん
  - マシマロ（2020年）[24]
  - ラッキーカラー（2024年）[25]
- レキシ
  - エレキテルミー feat.あんみつ姫（2024年）[26]
- 三宅健
  - taxi（2025年）